# Henophidia
Henophidia là một cựu liên họ của phân bộ Serpentes (rắn) gồm trăn Nam Mỹ, trăn và nhiều loài rắn ít được biết đến khác.
Rắn từng được coi là thuộc liên họ Henophidia bao gồm hai họ nay được coi là Amerophidia (Aniliidae - rắn ống đỏ, và Tropidophiidae - trăn cây hay rắn sấm), ba họ hiện được coi là Uropeltoidea (Cylindrophiidae - rắn trun, Anomochilidae - rắn ống lùn, và Uropeltidae - rắn đuôi khiên và rắn đuôi ngắn), ba họ hiện nay được coi là Pythonoidea (Pythonidae - trăn, Loxocemidae - trăn Mexico, và Xenopeltidae - rắn mống), ít nhất một họ hiện được coi là Booidea (họ Boidae - trăn Nam Mỹ [bao gồm trăn Nam Mỹ cát và nhiều dòng họ khác thường được gọi là trăn Nam Mỹ, chủ yếu hiện được coi là phân họ của Boidae]), và Bolyeriidae - trăn đảo.
Vì những loài rắn này không tạo thành nhóm đơn tính chúng không còn có thể được gọi chính thức bằng một cái tên duy nhất. Trong cách sử dụng hiện đại, "Henophidia" thường được đặt trong dấu ngoặc kép, vì nó có thể thuận tiện để đề cập đến tất cả các dòng họ từng được coi là Henophidia. Một cách nghĩ khác về nó là rắn "henophidian" là tất cả các loài rắn không phải là Scolecophidia (rắn mù) hoặc Caenophidia (còn được gọi là "rắn tiên tiến"). Rắn "Henophidian" đôi khi được cho là "cơ bản" hoặc "nguyên thủy" hơn những loài thuộc bộ Caenophidia, nhưng điều này không có nghĩa là chúng kém hơn hoặc chúng tiến hóa kém hơn, mà chúng ta nghĩ rằng chúng có nhiều đặc điểm hơn với tổ tiên chung so với Caenophidia.

## Từ nguyên
Henophidia xuất phát từ tiếng Hy Lạp heno- nghĩa là một hoặc cựu và ophidia nghĩa là rắn, vì vậy rắn cựu/cũ (trái ngược với Caenophidia, tức là rắn gần đây).

## Cựu họ
- Aniliidae – rắn ống san hô và rắn ống.
- Anomochilidae – rắn ống lùn.
- Boidae – trăn Nam Mỹ (gồm trăn Nam Mỹ cát)
- Bolyeriidae – trăn đảo.
- Cylindrophiidae – rắn trun.
- Loxocemidae –  trăn Mexico.
- Pythonidae – trăn.
- Tropidophiidae – trăn cây.
- Uropeltidae – rắn đuôi khiên và rắn đuôi ngắn.
- Xenopeltidae – rắn mống.